# شپراکبول
شپراکبول (به آلمانی: Sprakebüll) یک شهر در آلمان است که در نوردفرایسلند واقع شده‌است. شپراکبول ۲۲۳ نفر جمعیت دارد.